# Dimitri Tiomkin

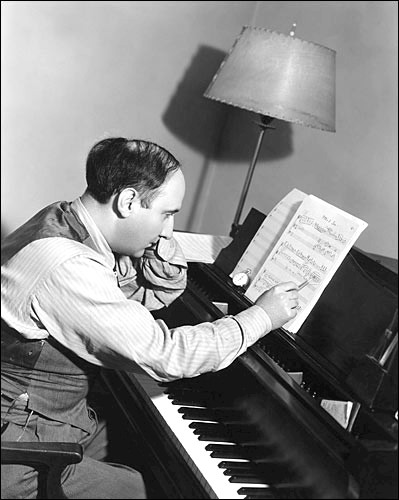
Dimitri Tiomkin (1937)

Dimitri Tiomkin (eigentlich russisch Дмитрий Зиновьевич Тёмкин Dmitri Sinowjewitsch Tjomkin, ukrainisch Дмитро́ Зино́війович Тьо́мкін, wiss. Transliteration Dmitrij Zinov'evič Tëmkin; * 10. Mai 1894 in Krementschug, Gouvernement Poltawa, Russisches Kaiserreich, heute Krementschuk, Oblast Poltawa, Ukraine; † 11. November 1979 in London) war ein russischer Filmkomponist und Dirigent. Neben Max Steiner, Miklós Rózsa und Franz Waxman war Tiomkin einer der erfolgreichsten Komponisten des klassischen Hollywood-Kinos. Er gewann unter anderem vier Oscars und war für weitere 20 nominiert; außerdem erhielt er fünf Golden Globes. Er arbeitete in fast allen Genres, wobei insbesondere seine Western-Kompositionen für Filme wie Zwölf Uhr mittags, Red River, Zwei rechnen ab, Duell in der Sonne und Rio Bravo größere Bekanntheit erlangten. Er arbeitete mehrfach mit den Regisseuren Alfred Hitchcock, Howard Hawks und Frank Capra.

## Leben

### Frühes Leben und Weg nach Hollywood

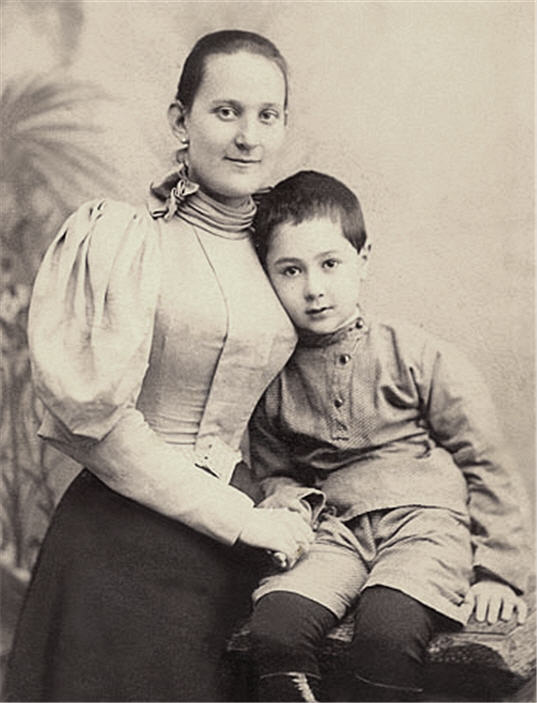
Dimitri Tiomkin mit seiner Mutter (um 1900)

Dimitri Tiomkin war der Sohn eines distinguierten Pathologen, der zeitweise mit Paul Ehrlich zusammenarbeitete; seine Mutter war Musikerin und führte ihn schon als kleines Kind an das Klavier heran. Er besuchte ab dem Alter von sieben Jahren eine Klavierklasse in St. Petersburg und wurde später am Sankt Petersburger Konservatorium bei Alexander Glasunow ausgebildet. Er schlug sich zunächst als Musiklehrer bei wohlhabenden oder aristokratischen Familien durch. Aufgrund der politischen Lage und der wirtschaftlichen Krise nach der Oktoberrevolution 1917 zunehmend desillusioniert, erhielt Tiomkin durch Verbindungen seines seit längerem in Berlin lebenden Vaters ein Visum für Deutschland. Er lebte einige Jahre in Berlin und dann in Paris als Musiklehrer und Konzertpianist. 1925 emigrierte er in die USA, nachdem er gehört hatte, dass europäische Musiker dort sehr gefragt waren und mehr Geld verdienten.
Tiomkin heiratete 1927 die aus Wien stammende Ballett-Tänzerin Albertina Rasch (1891–1967). In den USA begann er sich zunehmend für Jazzmusik zu interessieren und freundete sich mit George Gershwin an, daneben reiste er als Konzertpianist durch die USA. Neben Gershwin waren Ferruccio Busoni, Maurice Ravel, Frederic Mompou und Alexandre Tansman Komponisten, deren Werke er schätzte und häufig spielte. Um 1930 zog er mit seiner Frau Albertina Rasch nach Hollywood, wo diese als Choreografin an Filmproduktionen arbeitete. In dieser Zeit begann Tiomkin, sich zunehmend für Komposition zu interessieren, und verfasste erste Filmmusiken. 1937 wurde er amerikanischer Staatsbürger.

### Arbeit als Filmkomponist
Anfang der 1930er-Jahre verkaufte Tiomkin erste Kompositionen an Hollywood-Studios, so erhielt er für ein Stück namens Mars Ballet 3000 Dollar. Er begann weitere Filmkompositionen zu schreiben und erhielt seinen ersten größeren Auftrag 1933 bei dem Film Alice im Wunderland von Paramount Pictures. Die Filmkompositionen ermöglichten ihm fast zum ersten Mal in seinem Leben ein sicheres und komfortables Einkommen.
Besonders häufig wurde Tiomkin von Star-Regisseur Frank Capra verpflichtet, seine Komposition zu Capras Großproduktion In den Fesseln von Shangri-La beförderte ihn 1937 in die erste Regie der Hollywood-Komponisten. Später arbeiteten sie bei den jeweils mit James Stewart in der Hauptrolle besetzten Filmklassikern Mr. Smith geht nach Washington (1939) und Ist das Leben nicht schön? (1946) zusammen. Durch die Zusammenarbeit mit Capra entdeckte Tiomkin auch amerikanische Volkslieder für sich und setzte diese später mehrfach, etwa bei seinen Westernkompositionen, ein.  Für Alfred Hitchcock schrieb Tiomkin vier Filmmusiken: Im Schatten des Zweifels (1943), Der Fremde im Zug (1951), Ich beichte (1953) und Bei Anruf Mord (1954). Zu bekannten Filmen mit Kompositionen von Tiomkin gehören etwa das Fantasy-Drama Jenny, der Abenteuerfilm Tarzan in Gefahr (der letzte Tarzanfilm mit Johnny Weissmüller), der Gangsterfilm Jagd auf Dillinger, die Komödie Champagne for Caesar, Film noirs wie Der schwarze Spiegel,  Opfer der Unterwelt und Engelsgesicht, außerdem aufwendige Filmepen wie Giganten von George Stevens oder 55 Tage in Peking von Nicholas Ray. Er arbeitete somit in praktisch allen Filmgenres.
Am bekanntesten wurden wahrscheinlich seine Filmkompositionen für Western ab den 1940er-Jahren, darunter für den Regisseur Howard Hawks die Genreklassiker Red River, The Big Sky – Der weite Himmel und Rio Bravo. Seine vielleicht berühmteste Musik schrieb Tiomkin für Fred Zinnemanns Westernklassiker Zwölf Uhr mittags (1952), die ihm sowohl einen Oscar für den Besten Song (für das Lied High Noon (Do Not Forsake Me)) als auch für den gesamten Filmscore in der Kategorie Beste Filmmusik einbrachte; zudem wurde er hierfür mit einem Golden Globe Award belohnt. Mehr noch als andere Filmkomponisten seiner Zeit setzte Tiomkin wie bei Zwölf Uhr mittags auf subtile, zurückhaltende Kompositionen. Weitere berühmte Westernkompositionen schrieb er für Duell in der Sonne (1946), Zwei rechnen ab (1957), Die Uhr ist abgelaufen (1957), Rio Bravo (1959) und Alamo (1960). Den dritten Oscar holte er 1955 für seine Filmmusik zu William A. Wellmans Flugzeugkatastrophen-Film Es wird immer wieder Tag, den vierten 1959 für die Literaturverfilmung Der alte Mann und das Meer.
Nach Zwölf Uhr mittags komponierte Tiomkin weitere Filmsongs, die teilweise zu Charthits wurden – etwa Friendly Persuasion von Pat Boone aus William Wylers Filmdrama Lockende Versuchung (1956) und Gene Pitneys Town Without Pity aus dem Justizdrama Stadt ohne Mitleid (1961). Im Jahr 1967 schrieb er eine seiner letzten Filmkompositionen für den Western Die Gewaltigen mit John Wayne und Kirk Douglas in den Hauptrollen. Das einprägsame Titellied, The Ballad of the War Wagon, gesungen von Ed Ames, weist starke Reminiszenzen an  die frühere Titel-Komposition The Ballad of the Alamo (1960) auf.
Außer für das Kino schrieb Tiomkin auch einige bekannte Erkennungsmelodien für Fernsehserien, wie Tausend Meilen Staub (Rawhide) (1959), Gunslinger (1961) oder The Wild Wild West (1965). Ende der 1960er-Jahre zog er sich zusehends aus dem Filmgeschäft zurück, zuletzt komponierte er 1969 für die in der Sowjetunion gedrehte und produzierte Musikerbiografie Tschaikowski und erhielt hierfür seine letzte von 24 Oscar-Nominierungen.

### Privates
Sein joviales Auftreten und sein etwas gebrochenes Englisch machten Tiomkin zu einem beliebten Interviewpartner und einem der medial sichtbareren Hollywood-Komponisten seiner Zeit. 1959 veröffentlichte er seine Autobiografie unter dem Titel Please Don’t Hate Me.
Er war dreimal verheiratet: zunächst mit Carolina Perfetto, aus dieser Ehe kam ein Kind; dann von 1927 bis zu ihrem Tod 1967 mit Albertina Rasch und schließlich von 1972 bis zu seinem Tod mit Olivia Cynthia Patch. Nach seinem Rückzug aus Hollywood verbrachte er seinen Lebensabend zwischen Wohnungen in Paris und London, wobei er bis zuletzt Wert darauf legte, täglich sein Klavierspiel zu üben. Dimitri Tiomkin starb im November 1979 nach kurzer Krankheit im Alter von 85 Jahren in London und wurde auf dem Forest Lawn Memorial Park in Glendale beigesetzt.

## Kompositionsstil
Laut Tiomkins Biografen Christopher Palmer zeichnen sich dessen Filmmusiken durch eine „große stilistische Bandbreite“ aus und nannte Beispiele: „(...) von der betörenden Innigkeit in Friendly Persuasion bis zu den rassigen Sprudeligkeiten in The Happy Time, Champagne for Caesar oder The Fourposter; von der Großartigkeit von Prärie und Fluss in The Big Sky oder Canadian Pacific bis zu den klaustrophobischen Großstadt-Albträumen in D.O.A.; von dem üppigen, extravaganten Exotismus eines 55 Tage in Peking zu den kargen, abgehackten, vom Klavier dominierten Klängen von 36 Hours; von dem angespannten Kammerspieldrama eines I Confess zu dem originellen Neo-Klassizismus von Cyrano de Bergerac, von der anhaltenden symphonischen Hysterie in The Steel Tramp oder The Well zu den Jazz-beeinflussten Emotionen in Town Without Pity (...)“. Trotz solch großer Unterschiede sei Tiomkins Handschrift und Persönlichkeit stets in seinen Kompositionen erkennbar geblieben. Zudem habe er wie wenige andere Filmkomponisten die Eigenheiten des Mediums Film gekannt, verstanden und danach komponiert.

## Filmografie (Auswahl)
- 1930: Our Blushing Brides
- 1933: Alice im Wunderland (Alice in Wonderland)
- 1935: Mad Love
- 1935: Wo die Liebe hinfällt (I Live My Life)
- 1936: Mr. Deeds geht in die Stadt (Mr. Deeds Goes To Town)
- 1937: In den Fesseln von Shangri-La (Lost Horizon)
- 1938: Lebenskünstler (You Can’t Take It with You)
- 1938: Der große Walzer (The Great Waltz)
- 1938: Piraten in Alaska (Spawn of the North)
- 1939: Mr. Smith geht nach Washington (Mr. Smith Goes to Washington)
- 1939: S.O.S. Feuer an Bord (Only Angels Have Wings)
- 1940: Der Westerner (The Westerner)
- 1940: Glückspilze (Lucky Partners)
- 1941: Blutrache (The Corsican Brothers)
- 1941: Hier ist John Doe (Meet John Doe)
- 1942: Der Besessene von Tahiti (The Moon and Sixpence)
- 1943: Im Schatten des Zweifels (Shadow of a Doubt)
- 1943: Report from the Aleutians (Dokumentarfilm)
- 1943: The Battle of Russia (Dokumentarfilm)
- 1944: The Bridge of San Luis Rey
- 1945: Jagd auf Dillinger (Dillinger)
- 1945: Die Schlacht um San Pietro (The Battle of San Pietro)
- 1946: Ist das Leben nicht schön? (It’s a Wonderful Life)
- 1946: Der schwarze Spiegel (The Dark Mirror)
- 1946: Duell in der Sonne (Duel in the Sun)
- 1946: Black Beauty
- 1947: Die lange Nacht (The Long Night)
- 1948: Tarzan in Gefahr (Tarzan and the Mermaids)
- 1948: Jenny (Portrait of Jennie)
- 1948: Red River
- 1948: Das ist also New York (So This is New York)
- 1948: Abenteuer im Wilden Westen (The Dude Goes West)
- 1949: Zwischen Frauen und Seilen (Champion)
- 1949: Canadian Pacific
- 1949: Rotes Licht (Red Light)
- 1950: Die Männer (The Men)
- 1950: Opfer der Unterwelt (D.O.A.)
- 1950: Der letzte Musketier (Cyrano de Bergerac)
- 1950: Hotel der Verlorenen (Guilty Bystander)
- 1950: Geheimagent in Wildwest (Dakota Lil)
- 1951: Der Fremde im Zug (Strangers on a Train)
- 1951: Das Ding aus einer anderen Welt (The Thing from Another World)
- 1951: Stadt in Aufruhr (The Well)
- 1951: Peking-Expreß (Peking Express)
- 1951: Trommeln im tiefen Süden (Drums in the Deep South)
- 1952: Die schwarzen Reiter von Dakota (Bugles in the Afternoon)
- 1952: Zwölf Uhr mittags (High Noon)
- 1952: Meuterei auf dem Piratenschiff (Mutiny)
- 1952: The Big Sky – Der weite Himmel (The Big Sky)
- 1952: Das Himmelbett (The Four Poster)
- 1952: Engelsgesicht (Angel Face)
- 1952: Die Stahlfalle (The Steel Trap)
- 1952: Mein Sohn entdeckt die Liebe (The Happy Time)
- 1952: Die Frau mit der eisernen Maske (Lady in the Iron Mask)
- 1953: Sprung auf, marsch, marsch! (Take the High Ground!)
- 1953: Rückkehr ins Paradies (Return to Paradise)
- 1953: Wilde Glut (Blowing Wild)
- 1953: Ich beichte (I Confess)
- 1953: Die letzte Patrouille (Cease Fire!)
- 1954: Weißer Herrscher über Tonga (His Majesty O’Keefe)
- 1954: Es wird immer wieder Tag (The High and the Mighty)
- 1954: Die siebente Nacht (The Command)
- 1954: Bei Anruf Mord (Dial M for Murder)
- 1954: Die Tochter des Kalifen (The Adventures of Hajji Baba)
- 1955: Land der Pharaonen (Land of the Pharaohs)
- 1955: Aus dem Leben einer Ärztin (Strange Lady in Town)
- 1955: Verdammt zum Schweigen (The Court-Martial of Billy Mitchell)
- 1956: Giganten (Giant)
- 1956: Lockende Versuchung (Friendly Persuasion)
- 1957: Wild ist der Wind (Wild Is the Wind)
- 1957: Zwei rechnen ab (Gunfight at the O.K. Corral)
- 1957: Die Uhr ist abgelaufen (Night Passage)
- 1958: Der alte Mann und das Meer (The Old Man and the Sea)
- 1958: Der letzte Zug von Gun Hill (Last Train from Gun Hill)
- 1959: Land ohne Gesetz (The Young Land)
- 1959: Tausend Meilen Staub (Rawhide, TV-Serie)
- 1959: Rio Bravo
- 1960: Denen man nicht vergibt (The Unforgiven)
- 1960: Der endlose Horizont (The Sundowners)
- 1960: Alamo (The Alamo)
- 1961: Die Kanonen von Navarone (The Guns of Navarone)
- 1961: Stadt ohne Mitleid (Town Without Pity)
- 1963: 55 Tage in Peking (55 Days at Peking)
- 1964: Der Untergang des Römischen Reiches (The Fall of the Roman Empire)
- 1964: Circus-Welt (Circus World)
- 1965: 36 Stunden (36 Hours)
- 1967: Die Gewaltigen (The War Wagon)
- 1969: Mackenna’s Gold (als Ko-Produzent)
- 1969: Tschaikowski

## Auszeichnungen
Gemessen an seinen Auszeichnungen gehört Tiomkin mit vier Oscars und fünf Golden Globes zu den erfolgreichsten Komponisten Hollywoods aller Zeiten.

### Oscar
- 1940: Nominierung in der Kategorie Beste Filmmusik für Mr. Smith geht nach Washington
- 1943: Nominierung in der Kategorie Beste Filmmusik für Blutrache
- 1944: Nominierung in der Kategorie Beste Filmmusik für Der Besessene von Tahiti
- 1945: Nominierung in der Kategorie Beste Filmmusik für The Bridge of San Luis Rey
- 1950: Nominierung in der Kategorie Beste Filmmusik für Zwischen Frauen und Seilen
- 1953: Auszeichnungen in den Kategorien Bester Song High Noon (Do Not Forsake Me) und Beste Filmmusik für Zwölf Uhr mittags
- 1955: Auszeichnung in der Kategorie Beste Filmmusik und eine Nominierung in der Kategorie
Bester Song The High and the Mighty, Filmmusik und Lied aus dem Katastrophenfilm Es wird immer wieder Tag
- 1957: Nominierungen in der Kategorie Bester Song für Lockende Versuchung und in der Kategorie Beste Filmmusik für Giganten
- 1958: Nominierung in der Kategorie Bester Song für Wild ist der Wind (Wild Is the Wind)
- 1959: Auszeichnung in der Kategorie Beste Filmmusik für Der alte Mann und das Meer
- 1960: Nominierung in der Kategorie Bester Song Strange Are the Ways of Love für Land ohne Gesetz
- 1961: Nominierungen in den Kategorien Bester Song und Beste Filmmusik für Alamo (The Green Leaves of Summer)
- 1962: Nominierungen in der Kategorie Bester Song (Town Without Pity) für Stadt ohne Mitleid und in der Kategorie Beste Filmmusik für Die Kanonen von Navarone
- 1964: Nominierungen in den Kategorien Bester Song und Beste Filmmusik für 55 Tage in Peking
- 1965: Nominierung in der Kategorie Beste Filmmusik für Der Untergang des Römischen Reiches
- 1972: Nominierung in der Kategorie Beste Filmmusik für Tschaikowski

### Golden Globe Award
- 1952: Nominierung in der Kategorie Beste Filmmusik für Stadt in Aufruhr
- 1953: Auszeichnung in der Kategorie Beste Filmmusik für Zwölf Uhr Mittags
- 1955: „Special Award“ für seinen „kreativen musikalischen Beitrag zum Film“
- 1957: „Special Award“ als „Anerkennung für seine Filmmusik“
- 1961: Auszeichnung in der Kategorie Beste Filmmusik für Alamo
- 1962: Auszeichnungen in der Kategorie Beste Filmmusik für Die Kanonen von Navarone und in der Kategorie Bester Filmsong für Stadt ohne Mitleid
- 1965: Auszeichnungen in der Kategorie Beste Filmmusik für Der Untergang des Römischen Reiches und in der Kategorie Bester Filmsong für Circus-Welt

### Laurel Awards
- 1959: 2. Platz des Golden Laurels in der Kategorie Top Score für Der alte Mann und das Meer
- 1961: Golden Laurel in der Kategorie Top Musical Score für Alamo
- 1962: Golden Laurel in der Kategorie Top Music und Nominierung in der Kategorie Top Song für Stadt ohne Mitleid
- 1963: Golden Laurel in der Kategorie Top Music
- 1964: 2. Platz des Golden Laurels in der Kategorie Top Music und Top Song für 55 Tage in Peking
- 1965: 3. Platz des Golden Laurels in der Kategorie Music Man

### Weitere
- Seine Filmmusik zu Zwölf Uhr Mittags erreichte Platz 10 in der vom American Film Institute im September 2005 herausgegebenen Liste der 25 besten amerikanischen Filmmusiken aus 100 Jahren.

## Autobiografie
- Dimitri Tiomkin, Prosper Buranelli: Please Don’t Hate Me. Doubleday, Garden City, New York, 1959, 261 S.